# 丸谷拓也
丸谷 拓也（まるたに たくや、1989年5月30日 - ）は、日本のサッカー指導者・元プロサッカー選手。鳥取県西伯郡南部町（旧西伯町）出身。現役時代の登録ポジションはミッドフィールダー。鳥取県立境高等学校卒業。

## 来歴
兄の影響で小学2年生からサッカーを始める。小学校時代に全国大会に出場するなど、幼少の頃から地元鳥取では有名な選手であったが、高校2年まで全国的には無名な存在だった。西伯町立法勝寺中学校では鳥取教員団などで活躍した伊豆賀憲一が監督を務めていた1年時のみ選手登録しており、県中学校総合体育大会でベスト4に進出している。
高校は鳥取県立境高等学校に入学、一つ後輩に住田貴彦・重成俊弥。主にトップ下、ボランチでプレー、中心選手として活躍。高校2年次の2006年および3年次の2007年と2年連続で高校選手権に出場。ただし07年12月に右足甲を骨折したため、同年の高校選手権では試合に出ていない。高校3年次の2007年、U-18日本代表に選ばれフォワードとしてプレーした。
2008年、サンフレッチェ広島に入団。同期は内田健太、篠原聖、横竹翔、清水航平。1年目は怪我による出遅れもありトップチームには絡めず、サテライトではFWだけではなくトップ下やボランチとしてプレーした。翌2009年6月、FWとしてナビスコカップでプロデビュー、同年7月にはリーグ戦デビューを果たした。
2010年より、本格的にボランチへ転向。主力選手が負傷離脱する中で、若手が起用されたAFCチャンピオンズリーグの消化試合で好プレーを見せたのをきっかけにリーグ戦でも先発起用されるようになり、怪我人の復帰後もシーズン終了までコンスタントにベンチ入り、16試合に出場した。同年途中にプロA契約に移行。ただ、2012年に森保一に監督が代わると、出場機会が与えられず ベンチ入りすらままならなかった。
同年8月、大分トリニータへ期限付き移籍。ボランチとして守備強化を期待され、主力として活躍。同年末のJ1昇格プレーオフにも2試合出場し、大分のJ1昇格に貢献した。翌2013年も期限付き移籍を延長し大分に在籍、同年5月ナビスコ杯予選第7節サガン鳥栖戦では公式戦初のハットトリックを達成し、チームの公式戦2連勝の立役者となった。
2014年、広島に復帰。復帰3年目の2016年には広島在籍時で最多の公式戦31試合に出場した。
2017年のシーズン終了後、再び大分から移籍オファーを受けた。自身の年齢（当時28歳）を考え「勝負しないといけない」という気持ちから、退路を断つという意味で自ら完全移籍を望み 移籍を決断した。開幕戦から先発出場を続け、第10節・金沢戦と第32節・熊本戦では決勝点となるゴールを決める活躍を見せた他、球際の強さを生かした守備や、前線へのパス供給でバランサーとしての役目を担った。「忠実に堅実にプレーしてくれる」と監督の片野坂知宏の信頼を得て、リーグ戦39試合に出場を果たしJ1昇格に貢献した。
J1に昇格した2019年はリーグ戦の先発メンバーから外れ、全て途中出場での6試合の出場に留まった。同年限りで現役を引退。

## 人物
鳥取県出身では塚野真樹以来2人目、高卒としては初のプロサッカー選手。
現役時代の主ポジションはボランチであったが、攻撃的なポジションやCBなど様々なポジションを経験した。

## 所属クラブ
- 鳥取セリオFC
- 西伯町立法勝寺中学校
- 鳥取県立境高等学校
- 2008年 - 2017年 サンフレッチェ広島
  - 2012年8月 - 2013年 大分トリニータ（期限付き移籍）
- 2018年 - 2019年 大分トリニータ

## 個人成績
| 国内大会個人成績 | 国内大会個人成績 | 国内大会個人成績 | 国内大会個人成績 | 国内大会個人成績 | 国内大会個人成績 | 国内大会個人成績 | 国内大会個人成績 | 国内大会個人成績 | 国内大会個人成績 | 国内大会個人成績 | 国内大会個人成績 |
| 年度             | クラブ           | 背番号           | リーグ           | リーグ戦         | リーグ戦         | リーグ杯         | リーグ杯         | オープン杯       | オープン杯       | 期間通算         | 期間通算         |
| 年度             | クラブ           | 背番号           | リーグ           | 出場             | 得点             | 出場             | 得点             | 出場             | 得点             | 出場             | 得点             |
| 日本             | 日本             | 日本             | 日本             | リーグ戦         | リーグ戦         | リーグ杯         | リーグ杯         | 天皇杯           | 天皇杯           | 期間通算         | 期間通算         |
| ---------------- | ---------------- | ---------------- | ---------------- | ---------------- | ---------------- | ---------------- | ---------------- | ---------------- | ---------------- | ---------------- | ---------------- |
| 2008             | 広島             | 28               | J2               | 0                | 0                | -                | -                | 0                | 0                | 0                | 0                |
| 2009             | 広島             | 28               | J1               | 1                | 0                | 1                | 0                | 0                | 0                | 2                | 0                |
| 2010             | 広島             | 28               | J1               | 16               | 0                | 4                | 0                | 1                | 0                | 21               | 0                |
| 2011             | 広島             | 28               | J1               | 6                | 0                | 0                | 0                | 0                | 0                | 6                | 0                |
| 2012             | 広島             | 28               | J1               | 0                | 0                | 1                | 0                | -                | -                | 1                | 0                |
| 2012             | 大分             | 33               | J2               | 14               | 0                | -                | -                | 1                | 2                | 15               | 2                |
| 2013             | 大分             | 33               | J1               | 16               | 1                | 3                | 4                | 1                | 0                | 20               | 5                |
| 2014             | 広島             | 28               | J1               | 1                | 0                | 0                | 0                | 2                | 0                | 3                | 0                |
| 2015             | 広島             | 28               | J1               | 7                | 0                | 4                | 0                | 3                | 0                | 14               | 0                |
| 2016             | 広島             | 28               | J1               | 21               | 2                | 2                | 0                | 2                | 0                | 25               | 2                |
| 2017             | 広島             | 28               | J1               | 6                | 0                | 7                | 0                | 1                | 2                | 14               | 2                |
| 2018             | 大分             | 33               | J2               | 39               | 2                | -                | -                | 0                | 0                | 39               | 2                |
| 2019             | 大分             | 8                | J1               | 6                | 0                | 6                | 1                | 3                | 0                | 15               | 1                |
| 通算             | 日本             | 日本             | J1               | 80               | 3                | 28               | 5                | 14               | 2                | 122              | 10               |
| 通算             | 日本             | 日本             | J2               | 53               | 2                | -                | -                | 1                | 2                | 54               | 4                |
| 総通算           | 総通算           | 総通算           | 総通算           | 133              | 5                | 28               | 5                | 15               | 4                | 176              | 14               |

| 国際大会個人成績 | 国際大会個人成績 | 国際大会個人成績 | 国際大会個人成績 | 国際大会個人成績 | FIFA      | FIFA      |
| 年度             | クラブ           | 背番号           | 出場             | 得点             | 出場      | 得点      |
| AFC              | AFC              | AFC              | ACL              | ACL              | クラブW杯 | クラブW杯 |
| ---------------- | ---------------- | ---------------- | ---------------- | ---------------- | --------- | --------- |
| 2010             | 広島             | 28               | 2                | 0                | -         | -         |
| 2014             | 広島             | 28               | 3                | 0                | -         | -         |
| 2015             | 広島             | 28               | -                | -                | 2         | 0         |
| 2016             | 広島             | 28               | 6                | 0                | -         | -         |
| 通算             | AFC              | AFC              | 11               | 0                | 2         | 0         |

その他公式戦
- 2012年
  - J1昇格プレーオフ 2試合0得点
- 2016年
  - FUJI XEROX SUPER CUP 1試合0得点
- 公式戦初出場：2009年6月3日 ナビスコ杯予選グループリーグ第5節 大分トリニータ戦（九石ド）
- Jリーグ初出場：2009年7月11日 J1第17節 浦和レッズ戦（埼玉ス）
- 公式戦初得点：2012年9月9日 第92回天皇杯2回戦 水戸ホーリーホック戦（大銀ド）
- Jリーグ初得点：2013年3月16日 J1第3節 浦和レッズ戦（大銀ド）

## 代表歴
- U-18日本代表（2007年）
- U-21日本代表（2010年）

## タイトル
サンフレッチェ広島
- J1リーグ：1回（2015年）
- J1リーグ 2ndステージ：1回（2015年）
- J2リーグ：1回（2008年）
- FUJI XEROX SUPER CUP：3回（2008年、2014年、2016年）
- トヨタプレミアカップ：1回（2016年）

## 引退後経歴
- 2020年 サンフレッチェ広島 アカデミー普及部コーチ[19]

## 参考資料
- 丸谷拓也 - ゲキサカ
- 丸谷拓也 - エル・ゴラッソ